# فيليب وايتهيد
فيليب وايتهيد (2 مارس 1881 - 1957)  (بالإنجليزية: Philip Whitehead)‏ هو لاعب كريكت بريطاني (وحمل سابقاً جنسية المملكة المتحدة لبريطانيا العظمى وأيرلندا).